# Phyllopalpus nigrovarius
Phyllopalpus nigrovarius är en insektsart som beskrevs av Walker, F. 1869. Phyllopalpus nigrovarius ingår i släktet Phyllopalpus och familjen syrsor. Inga underarter finns listade i Catalogue of Life.